# 奇利亚龙德尔雷
奇利亚龙德尔雷，是西班牙卡斯蒂利亚-拉曼恰瓜达拉哈拉省的一个市镇。总面积17平方公里，总人口113人（2001年），人口密度7人/平方公里。